# 오리온 변광성
오리온 변광성(Orion variable)은 불규칙하고 광도의 변화가 나타나는 분출 변광성의 한 종류이다. 오리온 변광성은 일반적으로 산광성운과 관련이 있다. 오리온 변광성은 시간이 지나면 영년 주계열의 비(非)변광성으로 변할 어린 별로 생각된다. 밝기 변화는 수 등급 만큼 변할 수 있다.
황소자리 T형 변광성은 선명한 보라색 방출선(홀이온화된 철)의 특징이 나타나는 오리온 변광성이고, 리튬 방출 선 또한 나타난다. 이런 금속들은 별 내부의 핵융합에 의해 분해된다.
오리온자리 FU형 변광성(Fuors)는 5 ~ 6등급이 올라갔다가 1등급만큼 떨어지고 수 십년동안 변화가 없는 오리온 변광성이다. 프로토타입이 오리온자리 FU이고 다른 예는 백조자리 V1057과 백조자리 V1515이다.
몇몇 오리온 변광성은 1등급까지의 주기적 밝기 변화 폭을 보이며, 몇몇은 갑자기 희미해지기는 특징이 있다. 또 몇몇은 물질이 별의 위로 떨어지는 스펙트럼상 특징을 보인다.(오리온자리 YY)

## 참고
Samus N.N., Durlevich O.V., et al. Combined General Catalog of Variable Stars (GCVS4.2, 2004 Ed.)